# Gudalu, Davanagere
Gudalu là một làng thuộc tehsil Davanagere, huyện Davanagere, bang Karnataka, Ấn Độ.